# Leucosyrinx equatorialis
Leucosyrinx equatorialis é uma espécie de gastrópode do gênero Leucosyrinx, pertencente a família Pseudomelatomidae.